# Monoblepharis regignens
Monoblepharis regignens är en svampart som beskrevs av Lagerh. 1899. Monoblepharis regignens ingår i släktet Monoblepharis och familjen Monoblepharidaceae.   Inga underarter finns listade i Catalogue of Life.